# Rozgwiazda czerwona
Rozgwiazda czerwona, rozgwiazda pospolita (Asterias rubens) – gatunek rozgwiazdy z rzędu rozgwiazdokształtnych (Forcipulatida).
Występowanie: Europejskie i zachodnioafrykańskie wybrzeża Atlantyku. Od Morza Białego po wybrzeża Wysp Zielonego Przylądka. Drobne osobniki spotykane są w zachodniej części Bałtyku do wysokości Kołobrzegu.
Anatomia i fizjologia:
- pięć ramion szerokich u podstawy,

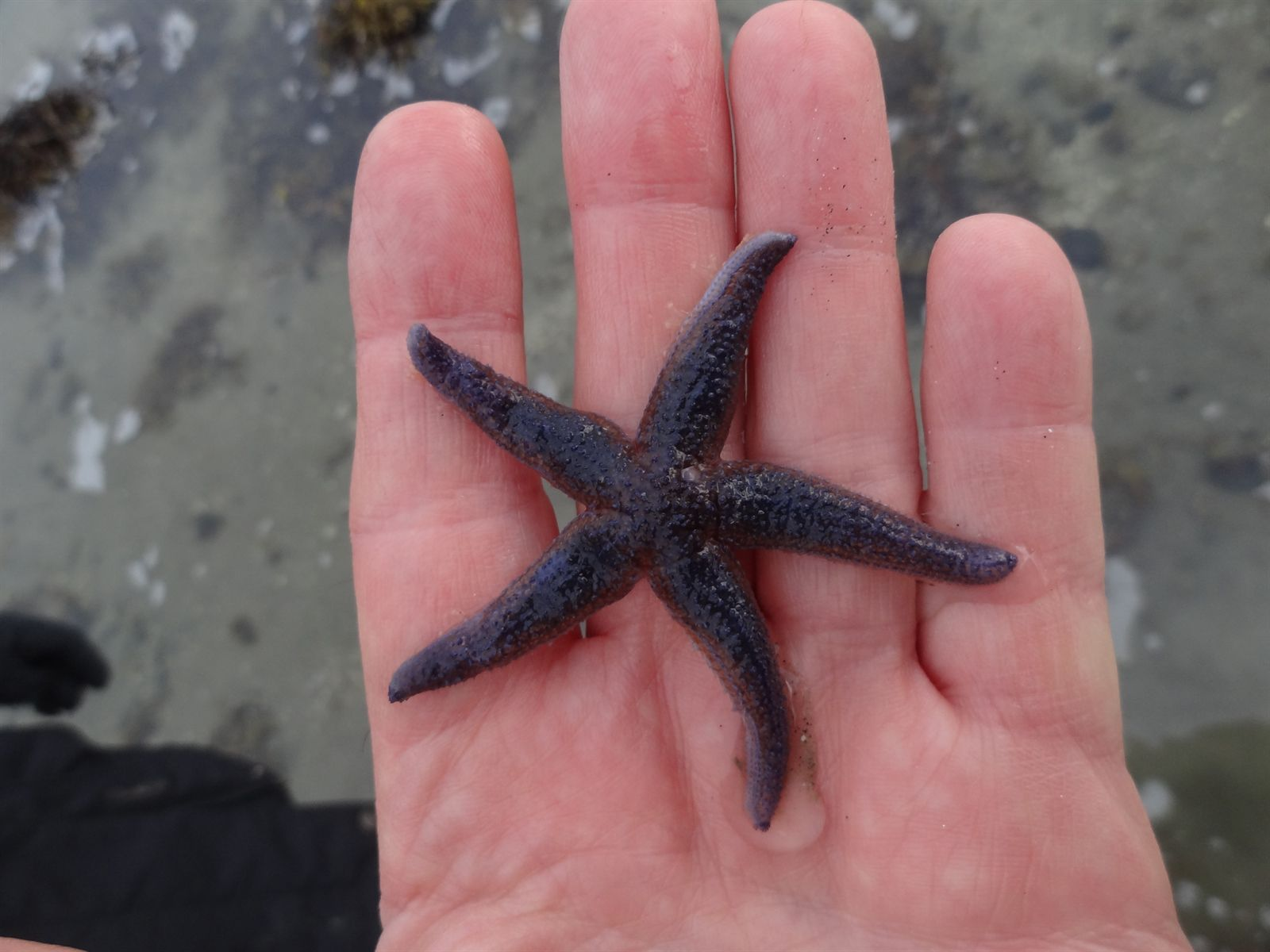

- cztery rzędy nóżek ambulakralnych,
- ramiona mogą się odchylać od położenia neutralnego o 45°,
- średnica ciała najczęściej ok. 12 cm, czasami jednak niektóre osobniki osiągają 40 cm,
- średnica ciała w momencie dojrzałości płciowej: 5 cm,
- prędkość wzrostu ciała: 0,2–1 cm/miesiąc,
- szkielet grzbietu zredukowany do małych kolczastych płytek wapiennych,
- ubarwienie najczęściej pomarańczowe, ale może być fioletowe,
- duża wrażliwość na: podwyższoną temperaturę, skażenie węglowodorami, duże zmiany zasolenia i ilości tlenu w wodzie.

Pożywienie: Przede wszystkim małże, ryby, padlina i odpadki organiczne.
Rozwój: Rozgwiazdy czerwone rozmnażają się w okresie letnim. Po kopulacji w jednym lęgu zostaje złożonych kilka milionów jaj, o średnicy od 0,1 do 0,2 mm. W czasie wylęgu larwy mają poniżej 1 mm. Występują dwa stadia larwalne: bipinnaria i brachiolaria, całkowity rozwój larwy trwa dwa miesiące. Dojrzałość płciową osiąga najpóźniej w pierwszym roku życia. Żyje 4–5 lat.
Zagrożenie i ochrona: Nie jest gatunkiem zagrożonym wymarciem. Przez hodowców małży i ostryg uważana za szkodnika.